# Bajo Martín
El Bajo Martín es una comarca aragonesa situada en el norte de la provincia de Teruel (España). Recibe su nombre del río Martín, que la atraviesa en su curso bajo, y en cuyas orillas se encuentran la mayoría de las localidades que conforman la comarca. Su capital administrativa es Híjar, aunque la capital cultural es Albalate del Arzobispo.

## Municipios
La comarca engloba a los municipios de:
- Albalate del Arzobispo
- Azaila
- Castelnou
- Híjar
- Jatiel
- La Puebla de Híjar
- Samper de Calanda
- Urrea de Gaén
- y Vinaceite.

## Política
| Cargo      | Nombre                          | Ayuntamiento                        | Partido Político |  |
| ---------- | ------------------------------- | ----------------------------------- | ---------------- |  |
| Presidente | Antonio del Río Macipe          | Alcalde de Albalate del Arzobispo   | PSOE             |  |
| Secretario | María Lozano Ramón              | -                                   | -                |  |
| Vocal      | Pedro Bello Martínez            | Alcalde de La Puebla de Híjar       | IU               |  |
| Vocal      | Tomás José Sierra Meseguer      | Concejal de La Puebla de Híjar      | PSOE             |  |
| Vocal      | Adolfo Tesán Bielsa             | Alcalde de Azaila                   | PSOE             |  |
| Vocal      | Alfredo Bielsa Clemente         | Alcalde de Vinaceite                | PP               |  |
| Vocal      | César Rafael Pamplona Gil       | Concejal de Urrea de Gaén           | PSOE             |  |
| Vocal      | Fidel Falo Montañés             | Concejal de Samper de Calanda       | PSOE             |  |
| Vocal      | Jesús Antonio Puyol Adell       | Concejal de Híjar                   | PP               |  |
| Vocal      | Jesús Gálvez Arto               | Alcalde de Jatiel                   | PSOE             |  |
| Vocal      | José Luis Terreu Marqués        | Concejal de Samper de Calanda       | PP               |  |
| Vocal      | José Miguel Esteruelas Lizano   | Alcalde de Castelnou                | PAR              |  |
| Vocal      | José Ángel Esteban Caso         | Concejal de Híjar                   | PAR              |  |
| Vocal      | Juan Carlos Ruzola Cebrián      | Concejal de Albalate del Arzobispo  | PAR              |  |
| Vocal      | Mariano Abad Pastor             | Concejal de Albalate del Arzobispo  | PSOE             |  |
| Vocal      | Pedro Joaquín Lafaja Sese       | Concejal de Urrea de Gaén           | PP               |  |
| Vocal      | Ángel Daniel Tomás Tomás        | Alcalde de Urrea de Gaén            | PSOE             |  |
| Vocal      | Isabel Arnas Andreu             | Concejala de Albalate del Arzobispo | PP               |  |
| Vocal      | María del Carmen Balfagón Plano | Concejala de La Puebla de Híjar     | PP               |  |
| Vocal      | María Ángeles Ferrer Lasala     | Concejala de Híjar                  | PSOE             |  |

| Elecciones 2011 |       |         |         |            |
| Partido         | Votos | % Votos | Electos | Consejeros |
| PSOE            | 1.938 | 43,59%  | 27      | 9          |
| PP              | 1.344 | 30,23%  | 16      | 6          |
| PAR             | 646   | 14,53%  | 11      | 3          |
| IU              | 319   | 7,17%   | 5       | 1          |
| CHA             | 163   | 3,67%   | 1       | 0          |
| FIA             | 36    | 0,81%   | 1       | 0          |
| Total           | 4.446 | 100%    | 61      | 19         |

## Geografía
Limita al norte con la Ribera Baja del Ebro, al oeste con el Campo de Belchite y las Cuencas Mineras, al sur con Andorra-Sierra de Arcos y al este con el Bajo Aragón y Bajo Aragón-Caspe. Esta comarca forma parte del Bajo Aragón Histórico.

## Historia

### La comarca como institución
La ley de creación de la comarca es la 8/2003 del 12 de marzo de 2003. Se constituyó el 24 de abril de 2003. Las competencias le fueron traspasadas el 1 de junio de 2003.

## Economía
Su economía se basa en la agricultura y la ganadería..

## Cultura
La comarca es conocida por estar formada por algunos de los lugares que componen la Ruta del tambor y el bombo. Entre su patrimonio artístico destacar el palacio arzobispal en Albalate del Arzobispo y el Santuario de la Virgen de los Arcos. También hay que destacar las pinturas rupestres del Parque cultural del Río Martín situadas en los abrigos de Los Chaparros en Los Estrechos (Albalate del Arzobispo), el yacimiento de Cabezo de Alcalá cerca de Azaila, los restos de la villa romana de la Loma del Regadío Urrea de Gaén, las ruinas del Castillo-Palacio de los Duques de Híjar y la Iglesia de Santa María la Mayor en Híjar.

## Territorio y población
| Municipio              | Extensión (km²) | % del total | Habitantes (2018) | Habitantes (2019) | Altitud (metros) | Distancia a/desde Híjar (km) | Pedanías     |
| ---------------------- | --------------- | ----------- | ----------------- | ----------------- | ---------------- | ---------------------------- | ------------ |
| Albalate del Arzobispo | 205,69          | 25,87       | 2004              | 1980              | 342              | 10,70                        |              |
| Azaila                 | 81,44           | 10,24       | 94                | 90                | 276              | 13,80                        |              |
| Castelnou              | 37,09           | 4,66        | 160               | 141               | 201              | 11,80                        |              |
| Híjar                  | 165,40          | 20,80       | 1709              | 1721              | 291              | --                           |              |
| Jatiel                 | 11,01           | 1,38        | 40                | 37                | 209              | 10,20                        |              |
| La Puebla de Híjar     | 60,78           | 7,64        | 908               | 897               | 254              | 6,10                         | La Estación. |
| Samper de Calanda      | 142,80          | 17,96       | 783               | 755               | 258              | 6,60                         |              |
| Urrea de Gaén          | 40,92           | 5,15        | 436               | 435               | 308              | 4,40                         |              |
| Vinaceite              | 50,07           | 6,30        | 249               | 251               | 303              | 21,30                        |              |
| Total                  | 795,20          |             | 6383              | 6307              |                  |                              |              |

## Otros datos
Hermanada desde 2008 con  Croacia a raíz de la Exposición Internacional de Zaragoza de 2008